# 케케시 안드레아
케케시 안드레아(Andrea Kékesy, 이후 Bernolák, 1926년 9월 17일 ~ 2024년 11월 21일)는 헝가리의 페어 스케이팅 선수였다. 부다페스트에서 태어났다. 그녀의 스케이팅 파트너 에데 키랄리(Ede Király)와 함께 케케시는 1948년 올림픽 은메달리스트, 1949년 세계 챔피언, 유럽 챔피언 2회(1948~1949)가 되었다. 1926년 9월 17일에 태어난 케케시는 2024년 11월 98세의 나이로 사망했다.